# Familia Zubillaga (Venezuela)
La Familia Zubillaga es una dinastía venezolana que se ha hecho notorio en el ámbito empresarial, religioso y médico al llegar el primer descendiente a tierras venezolanas en 1787 desde el País Vasco (España), por parte de Agustín Luis de Zubillaga Irady que se estableció y extendería su linaje familiar en el poblado de Carora. Agustín Luis trajo consigo un baúl, donde uno de su nietos empieza a recolectar y almacenar objetos familiares que al pasar el tiempo se volvería el Archivo Zubillaga.
Uno de los miembros de la familia más famoso es Rafael Teodoro Zubillaga, el fundador de la Farmacia Lara en 1918, que ahora es la cadena de mercado mixto de farmacia y tienda de conveniencias más grande de Venezuela, Farmatodo.

## Genealogía
- Agustín Luis de Zubillaga Irady (1768- 7 de febrero de 1842) M. (12 de diciembre de 1804) con María Cecilia Perera Álvarez (22 de noviembre de 1769-28 de noviembre de 1858)
  - María del Carmen Zubillaga Perera (5 de febrero de 1807 - 5 de agosto de 1841) se casó con Andrés Antonio Montes de Oca Riera
    - María Josefa Montes de Oca Zuillaga (1828 - 13 de diciembre de 1867) casada con José Antonio Perera Montes de Oca
    - José Elías Montes de Oca Zubillaga
    - Agustín Montes de Oca Zubillaga (1830 - 2 de diciembre de 1874) se casó con María del Rosario Montes de Oca Álvarez
    - María del Carmen Montes de Oca Zubillaga se casó con Lázaro Perera Montes de Oca
    - Andrés María Montes de Oca Zubillaga
    - María Rufina Montes de Oca Zubillaga
    - Cecilia Montes de Oca Zubillaga
    - Ramón María Montes de Oca Zubillaga
    - Antonio Montes de Oca Zubillaga

  - José María Zubillaga Perera (20 de agosto de 1808 - 10 de agosto de 1873) M. (1838) María de la Concepción Perera Montes de Oca (8 de diciembre de 1819)
    - Agustín Zubillaga Perera (1837) casado con Dolores Álvarez Urrieta
    - Teodoro Zubillaga Perera (1840 - 24 de abril de 1895) se casó con Rosa Elvira Perera Yépez
      - Elvirana Zubillaga Perera
      - José María Zubillaga Perera
      - Rosa María Zubillaga (1874) se casó con Ramón José Herrera Oropeza el 30 de agosto de 1901
        - María Rosario Victoria del Sacramento Herrera Zubillaga (28 de julio de 1902 - 28 de febrero de 1998) se casó con Epaminonda Álvarez Álvarez
        - Teodoro Antera Herrera Zubillaga (3 de enero de 1904 - 29 de septiembre de 1954) se casaría con Cenobia Riera Oropeza
          - Eduardo Ramón Tarcisio Herrera Riera (7 de septiembre de 1927 - 27 de octubre de 2012), fue un obispo de la ciudad de Carora; ordenado como sacerdote por la arquidiócesis de Barquisimeto el 8 de diciembre de 1955
          - Rosa María Herrera Riera
          - Gladys María de Jesús Herrera Riera
          - Mádis de Jesús Herrera Riera
          - Blanca Cecilia Herrera Riera
          - Bernardo de Jesús Herrera Riera
          - Teodoro Ignacio Herrera Riera
          - Dora Josefina Herrera Riera, se casó con Ramón Perera González
          - Juan Evangelista Herrara Riera

        - Carlos Fulgencio de Jesús Herrera Zubillaga
        - Juan José Herrera Zubillaga
        - María de Lourdes Herrera Zubillaga
        - Rosa Beatriz Herrera Zubillaga
        - María de los Dolores Rosa Elvira del Sacramento Herrera Zubillaga
        - Carlos Herrera Zubillaga
        - Ramón Herrera Zubillaga (28 de marzo de 1916 - 3 de junio de 1986) fue el primer caroreño en obtener el título de ingeniero de la Universidad Central de Venezuela; casado con Sacramento Suárez

      - Carolina Zubillaga Perera
      - Carlos Zubillaga Perera (21 de febrero de 1880 - 21 de diciembre de 1911),[1] fue un doctor y presbítero, hermano de Cecilio Zubillaga Perera
      - Salomé Zubillaga Perera se casó con Andrés Felipe de Jesús Riera Álvarez el 15 de enero de 1910
        - José Luis Riera Zubillaga
        - Anselmo Riera Zubillaga
        - Andrés Riera Zubillaga, se casaría con Yolanda Briceño Berti
          - Cecilio Riera Briceño se casó con Odette Veliz
          - Salomé Riera Briceño
          - Yolanda María Riera Briceño se casaría con Alberto Radina Sóstero
          - Marisela Riera Briceño se casó con Camilo Vega
          - María Auxiliadora Riera Briceño

        - Rosa María Riera Zubillaga
        - María Margarita del Rosario Riera Zubillaga

      - Cecilio Zubillaga Perera (1 de febrero de 1887 - 25 de julio de 1948), fue un intelectual, poeta y periodista.[2]
      - Félix Mariano Zubillaga Perera (18 de mayo de 1889), se casó el 27 de diciembre de 1921 con Angelina Herrera Gutiérrez; tuvieron un total de 13 hijos.
        - Ligia Josefina Zubillaga Herrera (13 de noviembre de 1922 - 19 de abril de 2015)
        - Rosa Lucía Zubillaga Herrera
        - Gilberto de los Santos Zubillaga Herrera
        - Cristóbal Zubillaga Herrera
        - Félix Mariano Zubillaga Herrera  El padre Salvador Montes de Oca uno de los descendientes de la Familia Zubillaga
        - Aníbal Zubillaga Herrera
        - José Antonio Zubillaga Herrera

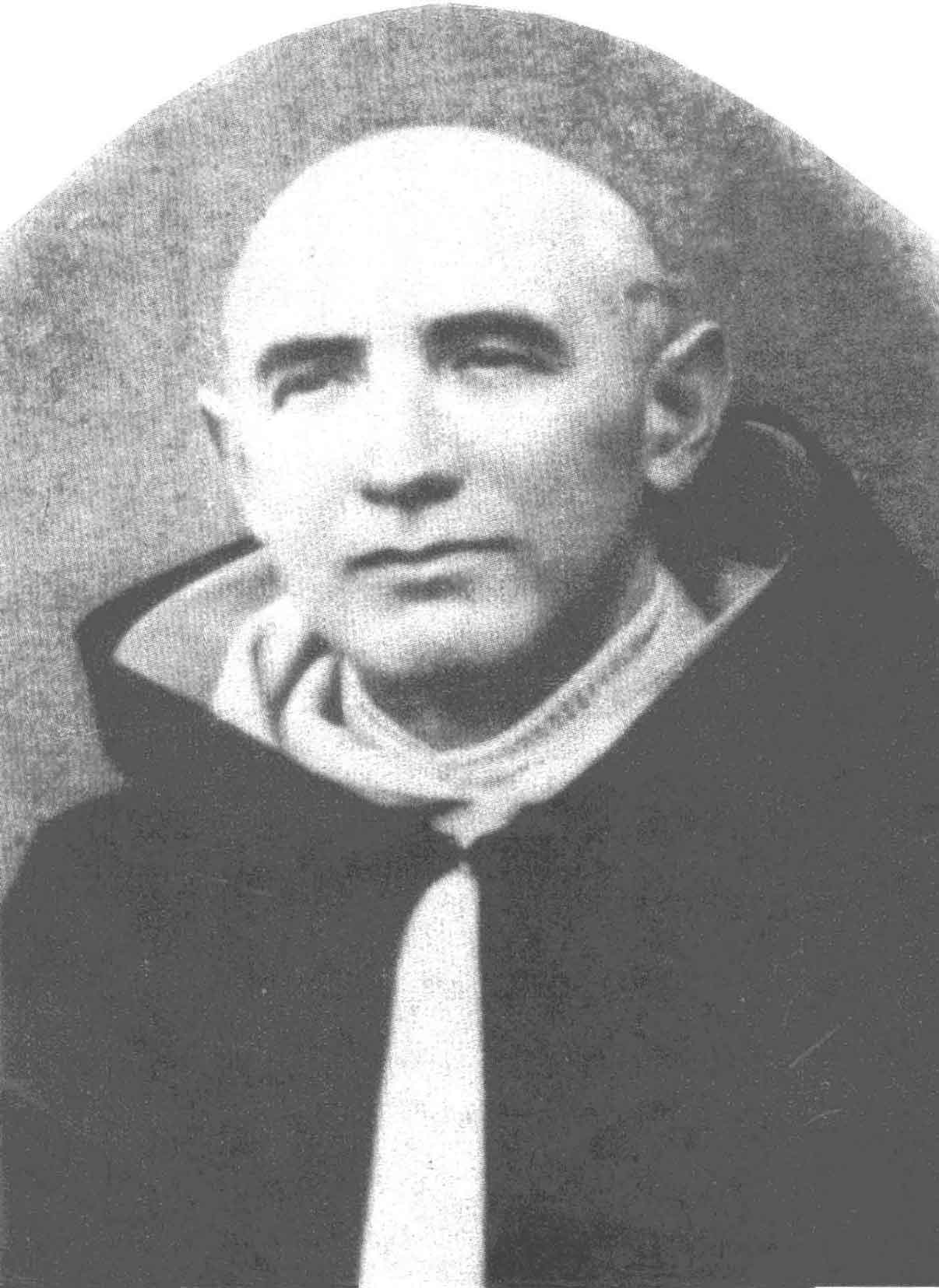
El padre Salvador Montes de Oca uno de los descendientes de la Familia Zubillaga

        - Luisa Angelina Zubillaga Herrera
        - Cecilio Zubillaga Herrera (30 de agosto de 1935 - 6 de septiembre de 2018) se casó con Gladys Josefina Álvarez Gutiérrez (11 de marzo de 1946 - 6 de mayo de 2020)
        - María Josefina Zubillaga Herrera
        - Alonso Zubillaga Herrera
        - Elector Zubillaga Herrera
        - Valmore Zubillaga Herrera

    - María del Carmen Zubillaga Perera se casaría con Andrés María Montes de Oca
      - Andrés Montes de Oca Zubillaga se casó con María del Rosario Montes de Oca Perera
        - Isabel Montes de Oca Montes de Oca
        - Rafael José Montes de Oca Montes de Oca
        - Ignacio Montes de Oca Montes de Oca
        - Andrés Salvador María del Carmen Montes de Oca (21 de octubre de 1895 - 6 de septiembre de 1944), fue obispo venezolano de Valencia fusilado por tropas nazis en Italia[3]

      - María de los Dolores Montes de Oca Zubillaga

## Antonio María y Elisa
- Antonio María Zubillaga Perera (10 de mayo de 1841 - 5 de abril de 1924) M. (9 de febrero de 1867) con Elisa Perera Yépez
  - Lucio Antonio Zubillaga Perera ( 13 de diciembre de 1867 - 29 de julio de 1928), fue un médico y docente del colegio La Concordia de Carora; se casó con María de los Dolores Zubillaga Álvarez el 27 de enero de 1898 
    - Agustín Tarsicio Zubillaga Zubillaga (7 de septiembre de 1899 -21 de noviembre de 1953),[4] fue un médico pediatra y fundador de la Policlínica Barquisimeto; se casó con Lucía Álvarez Yépez
      - Lucio Antonio Zubillaga Álvarez
      - María Teresa Zubillaga Álvarez
      - Agustín Miguel Zubillaga Álvarez (29 de septiembre de 1933 - 20 de marzo de 2008), fue un médico pediatra, docente y monitor de posgrado en Pediatría en  el Hospital Universitario de Caracas,[5]  se casaría con Hiyem Mattar Yunes
        - Marisela Zubillaga Mattar
        - María Carolina Zubillaga Mattar
        - María Gabriela Zubillaga Mattar
        - Morela Lucía Zubillaga Mattar

      - Cecilia Zubillaga Álvarez, casado con José Manuel Oropeza Riera
        - José Manuel Oropeza Zubillaga
        - Lisímaco José Oropeza Zubillaga
        - Rodolfo Antonio Oropeza Zubillaga

    - Antonio María Celestino Zubillaga Zubillaga se casó con Olga Marina Oropeza Vásquez
    - Carlos Zubillaga Zubillaga (23 de noviembre de 1912), fue un médico radiólogo; se casó con Irma Esperanza de Jesús Álvarez Corvaia
      - Leonor Zubillaga Álvarez (25 de septiembre de 1939) se casó con Ricardo Riera Herrera (24 de noviembre de 1931)
        - María Riera Zubillaga (29 de mayo de 1961)
        - Lucila Riera Zubillaga (20 de septiembre de 1963)
        - Eleonora Riera Zubillaga (24 de mayo de 1963) se casó con Efraín González Rojas
          - Efraín Jesús González Riera (10 de octubre de 1983)
          - Andreína González Riera (24 de febrero de 1987)
          - Jesús Eduardo González Riera (16 de enero de 1993) esta comprometido con Silvia Patricia Delgado

        - Adriana Riera Zubillaga (5 de enero de 1965)

      - Cristina Zubillaga Álvarez (16 de enero de 1941)
      - Gertrudis Zubillaga Álvarez (3 de marzo de 1944)
      - Eucaris Teresa Zubillaga Álvarez (12 de abril de 1949)
      - Carlos Antonio Zubillaga Álvarez (27 de marzo de 1951)
      - Irma Mercedes Zubillaga Álvarez (6 de julio de 1953)

    - María de la Concepción Zubillaga Zubillaga (30 de marzo de 1915 - 29 de noviembre de 1987)

  - Ignacio de Jesús María Zubillaga Perera (31 de enero de 1869)
  - Elisa Axubia de los Dolores Zubillaga Perera (18 de febrero de 1870)
  - Ramón Teodosio de la Encarnación Zubillaga Perera (25 de marzo de 1871) se casó con Belén María Ignacia Herrera Oropeza el 14 de junio de 1905
    - María Francisca Zubillaga Herrera, se casaría con José Alejandro Riera Oropeza
      - José Alejandro Riera Zubillaga
      - Abelardo Riera Zubillaga se casó con María Lucía Sígala Arévalo
        - María Lucia Riera Sígala
        - Abelardo José Riera Sígala
        - María Inés Riera Sígala

      - Raúl José Riera Zubillaga se casaría con Marisela Josefina Herrera Álvarez 
        - Raúl José Riera Herrera
        - Gerardo Riera Herrera

      - Cenobia Riera Zubillaga
      - Ramon José Riera Zubillaga
      - María Josefina Riera Zubillaga
      - Jesús Idelfonso Riera Zubillaga

  - María del Carmen Brígida  Zubillaga Perera (22 de julio de 1872)
  - Dolores María Atenedora Zubillaga Perera (17 de octubre de 1873)
  - José María del Carmen Zubillaga Perera (10 de mayo de 1875)
  - Ignacio Bernardo del Carmen Zubillaga Perera (20 de agosto de 1876)
  - Pablo Antonio Fortunato Zubillaga Perera (9 de enero de 1878)
  - Rafael Zubillaga Perera ( 6 de mayo de 1880 - 12 de abril de 1929), fue el cofundador en 1918 de la Farmacia Lara (que ahora es Farmatodo) casado con Corina Herrera Gutiérrez
    - Luis Rafael Zubillaga Herrera (1914), se casaría con Eugenia Cantolla Rodríguez 
      - Luis Rafael Zubillaga Cantolla
      - Fernando Zubillaga Cantolla
      - María Corina Zubillaga Cantolla
      - John Zubillaga Cantolla
      - María Eugenia Zubillaga Cantolla

    - Teodoro Zubillaga Herrera (13 de noviembre de 1915) casado con Antonia Issac Elmor (23 de febrero de 1928 - 28 de diciembre de 2011)
      - María Antonieta Zubillaga Issac
      - María Graciela Zubillaga Issac
      - José Miguel Zubillaga Issac
      - Armando José Zubillaga Issac
      - Rafael Teodoro Zubillaga Issac (20 de noviembre de 1952), presidente de la junta directiva de Farmatodo,[6] casado con Irene Reverón (5 de abril de 1960)
        - Irene Antonieta Zubillaga Reverón (27 de septiembre de 1982)
        - Teodoro Ignacio Zubillaga Reverón (4 de septiembre de 1984), Country Mánager de Farmatodo Colombia; es economista graduado de la Universidad Católica Andrés Bello
        - Corina Antonieta Zubillaga Reverón (20 de septiembre de 1988)

      - Bernardo José Zubillaga Issac (10 de septiembre de 1957)

    - Juan Bautista Zubillaga Herrera (24 de junio de 1917 - 7 de febrero de 1952), dueño de la Botica del Carmen en Carora,[7] casado con Carmen Saturno Galato
      - María Romelia Zubillaga Saturno
      - Juan Bautista Zubillaga Saturno (8 de junio de 1952) - Casado con Ivonne Alicia Meléndez Hérnandez (20 de mayo de 1953 - 14 de enero de 2019) (Matrimonio marzo 1975)
      - Juan Gerardo Zubillaga Meléndez  - Casado con Kelsy Altagracia Ferrer Carrasco (18 de diciembre de 1999)
      - Juan Diego Zubillaga Ferrer (30 de julio de 1998)
      - Carmen Beatriz Zubillaga Meléndez (18 de julio de 1979 - 12 de diciembre de 2022)
      - María Julia Zubillaga Meléndez (2 de abril de 1984)
      - Antonio Cabrera Urdaneta
      - Enrique Ignacio Cabrera Zubillaga
      - Mariajulia Cabrera Zubillaga

    - Ramón Zubillaga Herrera (22 de noviembre de 1919 - 8 de enero de 2011) se casó con Belén Guillen Crespo
      - Ramón Ignacio Zubillaga Guillen
      - María Belén Zubillaga Guillen
      - Luis Antonio Zubillaga Guillen
      - Corina Zubillaga Guillen
      - Juan Carlos Zubillaga Guillen

    - Oscar Zubillaga Herrera
    - José Adrián del Santísimo Sacramento Zubillaga Herrera
    - Ignacio José Adrián Zubillaga Herrera (5 de marzo de 1926 - 27 de mayo de 2009) se casaría con Carmen Atala Perera Riera
      - Carmen Corina Zubillaga Perera
      - Maristela Zubillaga Perera
      - María Patricia Zubillaga Perera
      - Ignacio José Zubillaga Perera
      - Isabel Cristina Zubillaga Perera

    - Eduardo Enrique Dionisio Zubillaga Herrera (12 de diciembre de 1926 - 1 de octubre de 2002) casado con Margot Arévalo Raven (4 de junio de 1934 - 23 de julio de 2000)
      - Leonor Josefina Zubillaga Arévalo
      - Gisela Margarita Zubillaga Arévalo se casaría con Raimundo Judez Berceruela (21 de septiembre de 1956 - 16 de noviembre de 1997)
        - Luis Fernando Judez Zubillaga (12 de junio de 1982)
        - Carmen Gisela "Cachela" Judez Zubillaga (16 de julio de 1985)
          - Catalina Judez Buenaver (24 de julio de 2014)
          - Leticia Judez Buenaver (12 de enero de 2018)
          - José Raimundo Román Judez Buenaver (23 de mayo de 2021)

      - Eduardo Enrique Zubillaga Arévalo (17 de diciembre de 1957) casado con Jacqueline del Carmen Rodríguez (12 de mayo de 1964)
        - Jaclyn Susana Zubillaga Rodríguez (13 de marzo de 1985)
        - Eduardo Enrique Zubillaga Rodríguez (7 de agosto de 1988) se casó con María Andrea Barbero (22 de junio de 1986)
          - Samantha Zubillaga Barbero (7 de octubre de 2024)

      - Margoth Zubillaga Arévalo (17 de diciembre de 1959), creó el Centro Internacional de Danzas Granada en la ciudad de Barquisimeto; se casó con Enrique Humberto Álvarez Salazar
        - Elisa Cristina Álvarez Salazar (18 de septiembre de 1991)

      - Luis Gerardo Zubillaga Arévalo se casó dos veces; primero con Patrizia Eugenia Pischiutta
        - Luis Gerardo Zubillaga Pischiutta
        - Valentina Zubillaga Pischiutta (27 de febrero de 1989), se casaría con José Alejandro Galíndez
        - Mauricio Zubillaga Pischiutta

      - Jorge Zubillaga Arévalo (6 de noviembre de 1963) se casó con Alexandra Ramos
        - Jorge Zubillaga Ramos
        - Eugenia Zubillaga Ramos

      - José Antonio Zubillaga Arévalo (12 de junio de 1966) se casó con Marianela Romero (3 de noviembre de 1969)
        - Verónica Zubillaga Romero (9 de noviembre de 1997) comprometida con Chaukat José Hackany Raie (29 de marzo de 1996)
        - Guillermo Ignacio Zubillaga Romero (30 de abril de 2004)
        - Andrés Eduardo Zubillaga Romero 21 de abril de 2006)

    - María Lourdes del Sacramento Zubillaga Herrera se casó con Humberto Fontana Nieves
      - Ignacio José Fontana Zubillaga
      - Fernando Fontana Zubillaga
      - Humberto Fontana Zubillaga
      - Juan Bautista Fontana Zubillaga
      - María Elena Fontana Zubillaga
      - Pablo Fontana Zubillaga

  - Adrián Pastor de la Natividad Zubillaga Perera (8 de septiembre de 1881)
  - María Sacramento Zubillaga Perera (21 de agosto de 1885)
  - Pedro Adrián de la Rosa y del Rosario Zubillaga Perera (30 de agosto de 1889)
  - Juan Bautista del Corazón de Jesús Zubillaga Perera (24 de junio de 1891) casado con Magdalena Gutiérrez Riera el 14 de noviembre de 1924.
    - Isabel María Zubillaga Gutiérrez
    - Pablo Jesús Zubillaga Gutiérrez, se casó con Prisca Carrasco
      - Coromoto Zubillaga Carrasco
      - Carmen Belén Zubillaga Carrasco
      - Juan Bautista Zubillaga Carrasco
      - Jesús Elías Zubillaga Carrasco
      - Pablo Jesús Zubillaga Carrasco (21 de agosto de 1958)
        - Isabel Cristina Zubillaga Castillo, fue la reina de la Expo Feria Carora 2023.[8]

    - Matilde Mercedes Zubillaga Gutiérrez
    - Carmen Josefina Zubillaga Gutiérrez, se casaría con Gerardo Herrera Silva
      - Luis Gerardo Herrera Zubillaga
      - Carmen Virginia Herrera Zubillaga
      - Yolanda Herrera Zubillaga

    - María Magdalena Zubillaga Gutiérrez, se casó con Adolfo Gerardo del Carmen Álvarez Perera
      - Adolfo Gerardo Álvarez Zubillaga
      - Carmen Cristina Álvarez Zubillaga
      - María Elisa Álvarez Zubillaga
      - Ricardo Álvarez Zubillaga
      - Salvador Álvarez Zubillaga
      - Augusto Álvarez Zubillaga
      - Carlos Arturo Álvarez Zubillaga

    - Juan Bautista Zubillaga Gutiérrez
    - Elisa Zubillaga Gutiérrez